# Лудвиг фон Щайн
Лудвиг фон Щайн (на немски: Ludwig von Stein; * 12 януари 1693; † 12 август 1780) е полковник, фрайхер и покровител на град Цвайбрюкен.

## Живот
Той е извънбрачен син (бастард) на пфалцграф и херцог Христиан II фон Пфалц-Цвайбрюкен-Биркенфелд (1637 – 1717) от фамилията Вителсбахи.
Лудвиг служи 40 години във френската армия, става полковник и комендант на батальон на кралския Régiment d’Alsace. От 1748 г. той е в двора на племенника му Христиан IV фон Пфалц-Цвайбрюкен. Той е възпитател на бароните Христиан (1752 – 1817) и Вилхелм (1754 – 1807), децата от морганатичния брак на племенника му с Мариана Камасе, графиня фон Форбах.
В завещанието си от 3 април 1780 г. барон фон Щайн завещава на болницата в Цвайбрюкен голямата сума от 19 364 гулдена и става така покровител на бедните и болните на града.
Той е рицар на френския военен орден (Institution du Mérite militaire).